# Maison Melnikov
 (mai 2020).
Si vous disposez d'ouvrages ou d'articles de référence ou si vous connaissez des sites web de qualité traitant du thème abordé ici, merci de compléter l'article en donnant les références utiles à sa vérifiabilité et en les liant à la section « Notes et références ».
La maison Melnikov, aussi appelée Villa Arbat, est un bâtiment créé par Constantin Melnikov en 1929 et situé au 10 de l'allée Krivoarbatsky à Moscou.

## Histoire
Le succès de Melnikov et l'afflux de commandes entre 1926 et 1927 lui permet de financer la maison de ses rêves sur trois niveaux. À cette époque beaucoup de Russes aisés souhaitaient se faire construire une maison de ville. Melnikov fut l'un de ceux qui arriva à garder sa propriété après la fin de la Nouvelle politique économique (NEP). Sa demande d'acquisition du terrain de (790 m2) avait peu de chance d'être acceptée par la commission de quartier, mais, à sa grande surprise, un commissionnaire du peuple le soutint, argumentant que « nous pouvons construire des bâtiments publics tout le temps et n'importe où, mais nous ne verrons jamais une maison originale si nous rejetons Melnikov. » La ville approuve le projet de Melnikov, le considérant comme expérimental.
Melnikov préférait travailler chez lui et désirait depuis toujours une résidence spacieuse pouvant servir de foyer et d'atelier pour la peinture et l'architecture. Il dessine la maison à partir du foyer; le four blanc se trouvant dans le salon date au moins de ses esquisses de 1920. Le rez-de-chaussée évolua d'un carré à un cercle, puis à une forme ovoïde, sans prêter beaucoup d'attention à la finition extérieure. Melnikov développe son idée de cylindres entre 1925 et 1926 lors de la préparation du projet du club Zuev (qu'il perdit face à Ilya Golossov). Le plan en double cercle fut approuvé par la ville en juin 1927 et fut révisé durant la construction.

## Architecture
Le bâtiment consiste en deux tours cylindriques emboîtées et percées d'un motif régulier d'ouvertures hexagonales. 
Les deux tours, de haut en bas, sont des treillages alvéolaires en brique. Soixante des plus de deux cents cellules sont vitrées avec des fenêtres de trois types différents, les autres sont bouchées avec un amalgame d'argile et de gravats. Cette conception non orthodoxe découle directement du rationnement des matériaux par l'État. Melnikov fut limité à la brique et au bois, et encore, en faible quantité. Les planchers en bois n'ont ni pilier ni poutrelle. Ils sont constitués par une grille rectangulaire de planches plates formant une sorte de dalle orthotrope. La plus grande pièce, un atelier de 50 m2 au troisième étage, est éclairée de 38 fenêtres hexagonales; le salon a une large fenêtre au-dessus de l'entrée principale. Cette structure de treillis a été brevetée en 1896 par Vladimir Shukhov avec qui Melnikov a travaillé.
En 1929, Melnikov propose le même système de cylindres emboîtés avec une structure alvéolaire bon marché pour des immeubles de logements, projet qui ne se réalisera pas.
La maison Melnikov demeure un cas particulier de l'architecture contemporaine, moderne à sa manière, insolite dans une société collectiviste, et traditionnelle dans sa division des pièces et son ameublement. Melnikov habitera sa maison jusqu'à sa mort en 1974.

## Galerie

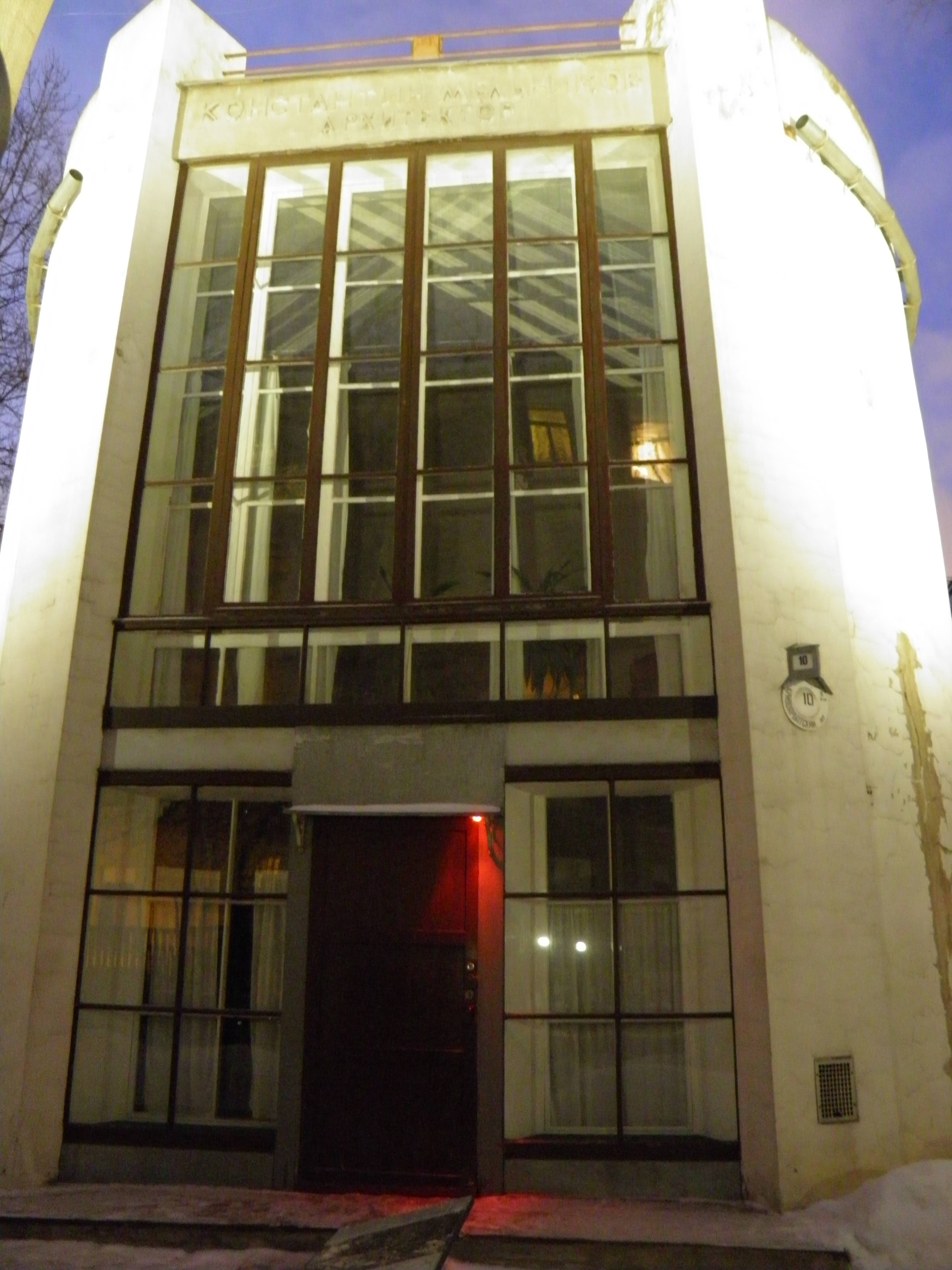
Façade avant
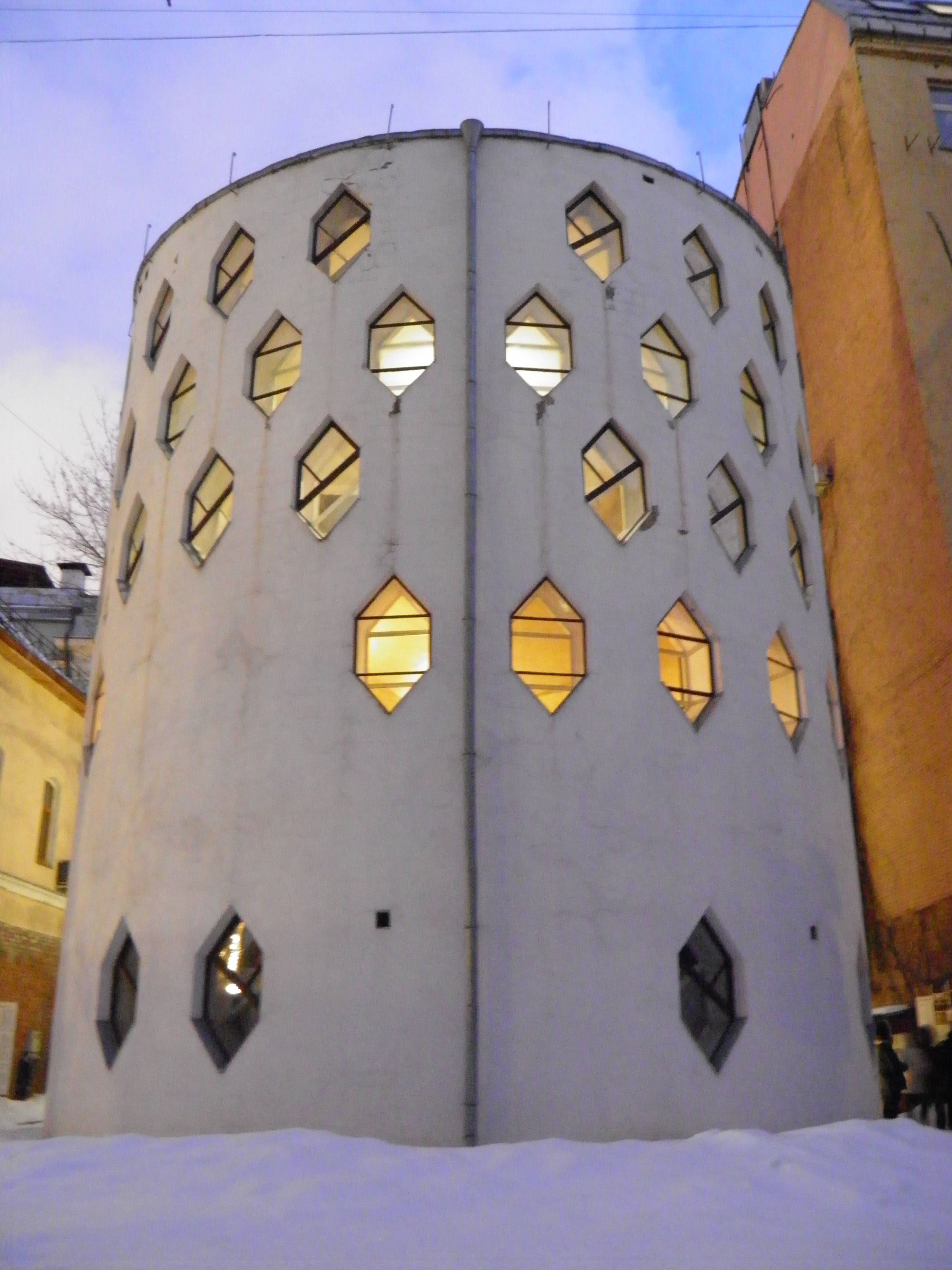
Façade arrière
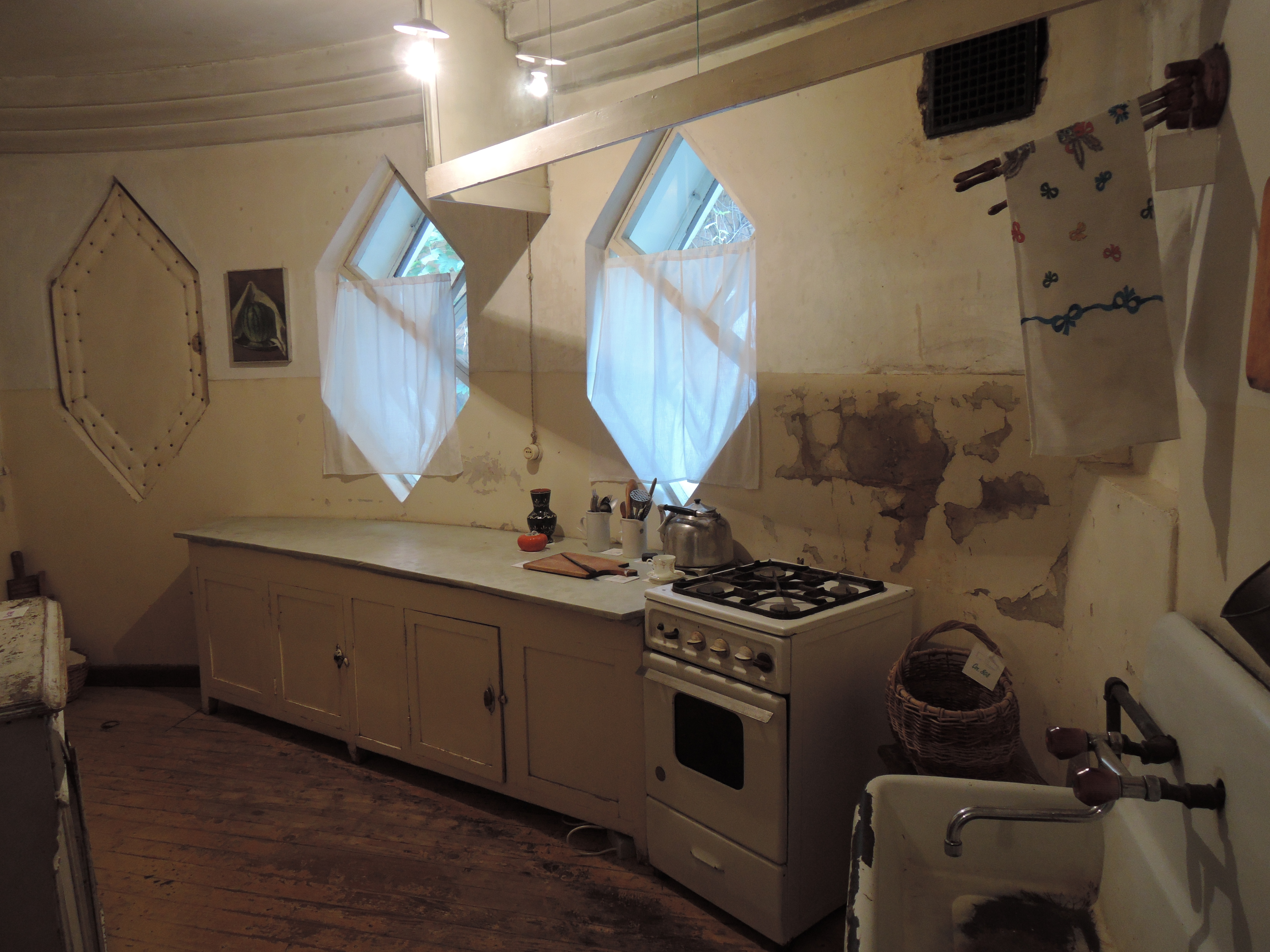
Cuisine
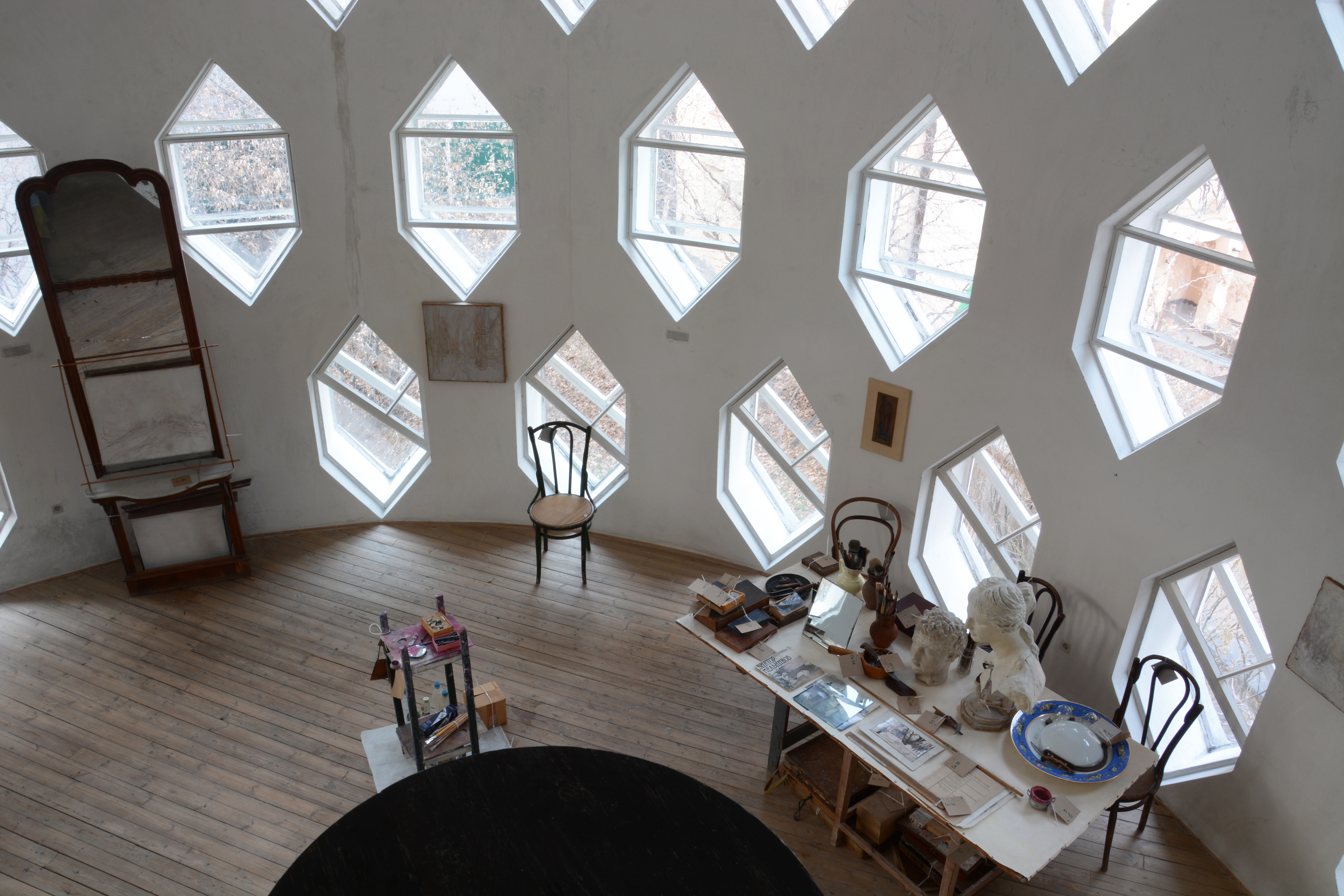
Atelier
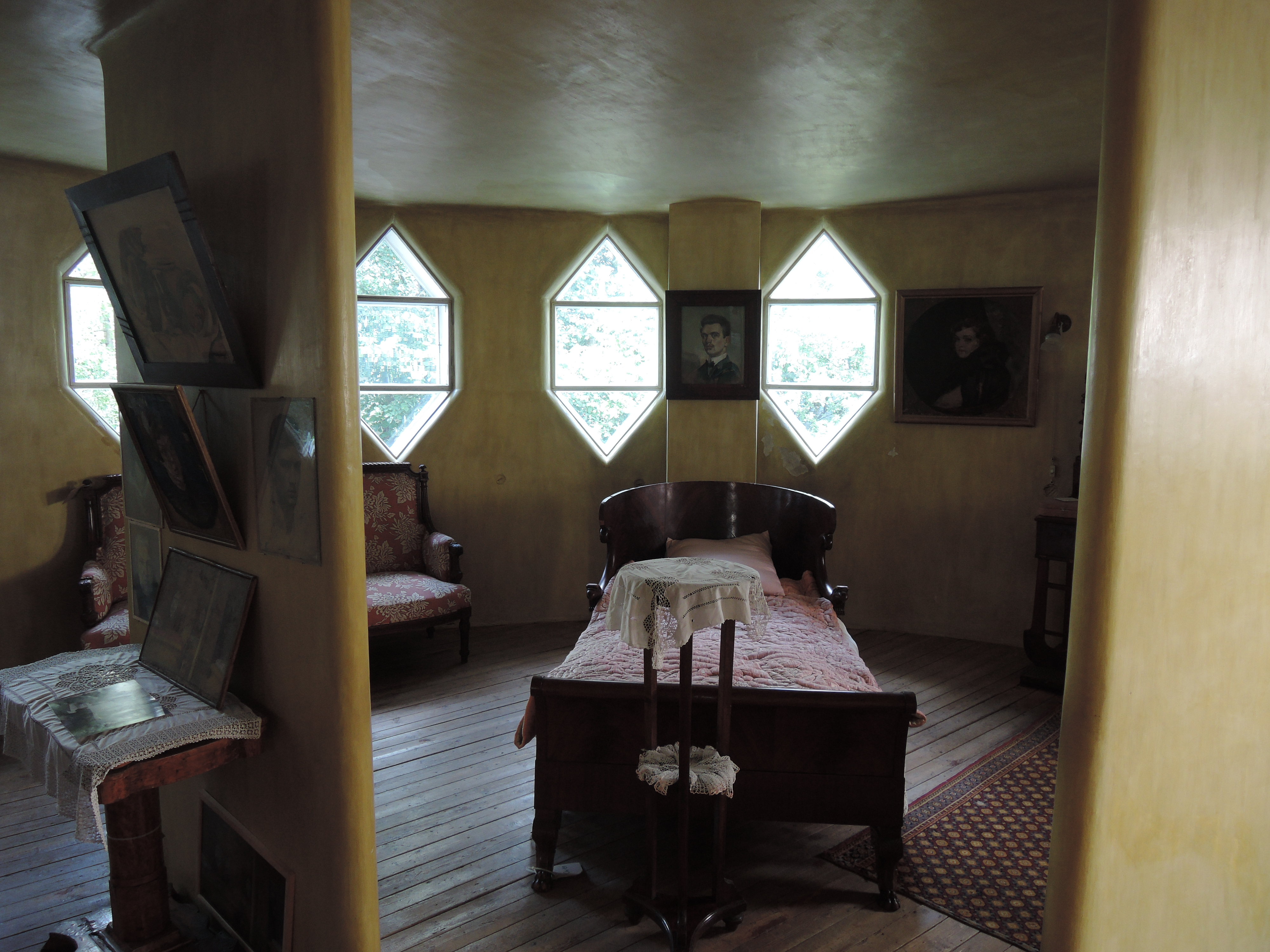
Chambre